# Paul Nylén (redaktör)

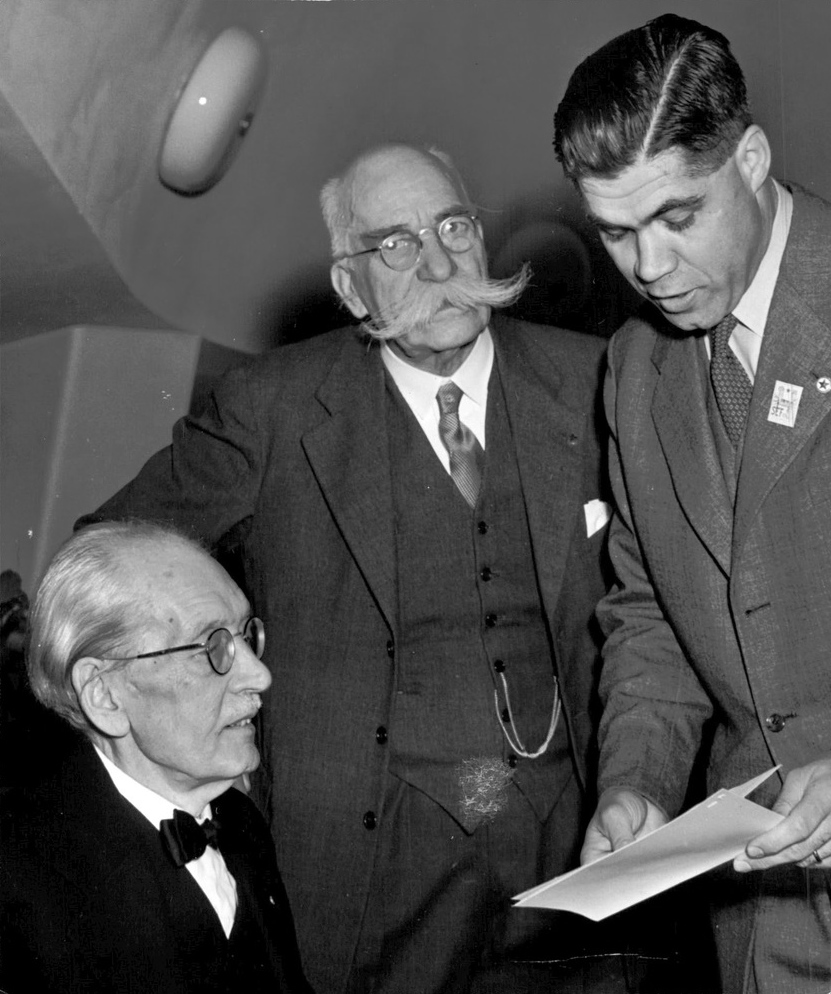
Paul Nylén (i mitten) tillsammans med Valdemar Langlet och Jan Strönne på Esperantoförbundets kongess 1952.

Axel Paul Nylén, född 20 juni 1870 i Tillinge församling, Uppsala län, död 14 januari 1958 i Huddinge församling, var en svensk redaktör.
Efter mogenhetsexamen 1892 var Nylén filosofie studerande intill 1900. Han var medarbetare i tidningen Vårt land och var senare verksam på Göteborgs Handels- och Sjöfartstidnings platsredaktion i Stockholm. Han författade även esperantoskrifter och en Esperantisk-svensk ordbok (1933, andra genomsedda och kompletterade upplagan 1954).
1928 utkom 8,e upplagan av Paul Nylén lilla lärobok och informationsskrift, totalupplaga 30.000 ex.

### Webbkällor
- Östgötars minne
- SvenskaGravar.se